# Gao Leilei
Gao Leilei (chino simplificado : 高雷雷; nacido el 15 de julio de 1980) es un exfutbolista chino que jugó como centrocampista ofensivo. Su último equipo fue el Extremadura U. D. de la Segunda División de España.

## Trayectoria

### Primeros años
Formado en el Beijing Electric Bus, empezó su carrera profesional en 1998 en el Wuhan Optics Valley FC en el que estuvo un año antes de saltar al Beijing Sinobo Guoan en el que estuvo hasta 2007 intercalando el último año en el que fue cedido al New Zealand Knights FC. En ese periodo marcó 11 goles en los 121 partidos que jugó con La Guardia Imperial.
En el 2008 vuelve al fútbol neozelandés para formar parte del Wellington Phoenix, pero un desacuerdo con el club hace que tras solo 8 partidos abandone el club.Estuvo entrenando con el Perth Glory aunque nunca llegó a fichar con el equipo australiano.

### Estados Unidos
En marzo de 2010 ficha por el NSC Minnesota Stars de la USSF Division 2 Professional League. El 29 de junio del mismo año abandonó el equipo después de jugar diez partidos y marcar un gol.

### España
Seis años después volvió al fútbol para jugar en varios equipos españoles. En el 2015 firmó por el UE Cornellà de la Segunda División B para hacerlo luego, en el mercado invernal de 2019 por el FC Jumilla. Entre los dos equipos jugó un total de cuatro años en el fútbol español, pero solo 140 minutos en 14 partidos.
A inicios de la temporada 2019-20 fichó por el SD Ponferradina de la Segunda División como parte de un acuerdo de patrocinio de diferentes empresas chinas.
El 10 de febrero de 2020 el Extremadura UD anunció la llegada del jugador chino al club con la función de ayudar a la plantilla en el objetivo de la permanencia y de lograr la llegada de jugadores chinos a Almendralejo. Al finalizar la temporada colgó las botas a los 40 años de edad.